# Темперли, Элис
Э́лис Те́мперли фон Бе́ннигсен Мацке́вич (англ. Alice Temperley von Bennigsen Mackiewicz; 22 июля 1975, Сомерсет, Англия, Великобритания) — английский модельер, член Ордена Британской империи.

## Биография
Элис Темперли родилась 22 июля 1975 года в графстве Сомерсет (Англия, Великобритания). Дед Элис — математик и физик Харольд Невилл Вазилл Темперли (род.1915).
Элис выросла на сидр-фирме родителей, а позже переехала в Лондон с целью учёбы в университете.

## Карьера
Элис провела свой первый модный показ в 2003 году в Лондоне.
В 2005 году Элис переехала со своими модными показами в Нью-Йорк, где выступала с ними до 2011 года, а затем вновь вернулась в Лондон.

## Личная жизнь
20 июля 2002 года Элис вышла замуж за генеральным директором Ларсом фон Беннингсеном, с которым она встречалась 4 года до их свадьбы. У супругов есть сын — Фокс Лондон Темперли фон Беннигсен Мацкевич (род. 20 сентября 2008 года). Супруги разошлись в 2012 году.